# Cheng Sui
|  | No s'ha de confondre amb Cheng Sui, pintor xinès nascut el 1981. |

Cheng Sui (xinès: 程邃; pinyin: Chéng Suì), nascut com a Jiang Fang, conegut també pel nom estilitzat de Muqian i el seu àlies Gou daoren, fou un pintor xinès, escriptor i artista de la talla de segells per a tinta, sota la dinastia Qing. Considerat un home moralment íntegre, va ser a l'anterior dinastia enderrocada (Ming). Va néixer el 1605 Shexian al comtat de She (Anhui) i va morir el 1691. Pertanyia al col·lectiu yimin (un grup dels lletrats). Va destacar com a pintor paisatgista, En les seves pintures es poden observar pinzellades seques i fosques. Les seves obres solen tenir un to melancòlic.